# Прапор Палестини
Прапор Палестини використовується палестинцями із середини XX століття. Прапор складається із трьох горизонтальних смуг однакової ширини (чорний, білий і зелений колір) які ліворуч накладені рівнобедреним прямокутним червоним трикутником.
Червоний — колір арабського націоналізму, зелений — колір ісламу. Всі чотири кольори знайомі як пан-арабські кольори.
15 листопада 1988 прапор був прийнятий організацією визволення Палестини як прапор «Держави Палестина».
В Ізраїлі прапор заборонений з 1967 року, але з підписання Угоди в Осло 1993 його показ неофіційно терпиться. У грудні 2006 року під час зустрічі ізраїльського прем'єр-міністра Ехуд Ольмерт і палестинського президента Махмуд Аббас у Єрусалимі вперше палестинський прапор був піднятий поруч із ізраїльським.

## Конструкція прапора
|                     |
| Конструкція прапора |

## Кольорова схема
| Кольорова схема | Червоний  | Чорний         | Білий       | Зелений     |
| --------------- | --------- | -------------- | ----------- | ----------- |
| CMYK            | 0-82-77-6 | 100-100-100-99 | 0-0-0-0     | 100-0-64-40 |
| HEX             | #EE2A35   | #000000        | #FFFFFF     | #009736     |
| RGB             | 238-42-53 | 0-0-0          | 255-255-255 | 0-151-54    |